# Atlanta United FC
L'Atlanta United Football Club  és un club de futbol estatunidenc amb seu a la ciutat d'Atlanta, Geòrgia, Estats Units. Va ser fundat el 2014 i des de l'any 2017 juga a la Major League Soccer, la lliga de futbol més important del país. El seu estadi és el Mercedes-Benz Stadium.

## Història

### Fundació
La ciutat d'Atlanta era l'àrea metropolitana més gran sense un club de la Major League Soccer. Amb la idea d'ampliar la lliga, el propietari de l'Atlanta Falcons, Arthur Blank, va presentar una licitació per una de les franquícies que es van planificar per a l'expansió de la Major League Soccer el 2008. Els primers intents de portar un equip de la MLS a Atlanta es van produir el 2009, però van fracassar a causa de la falta d'un projecte d'estadi, però la construcció de l'Atlanta Falcons nou Mercedes-Benz Stadium es va fer més factible i, finalment, el 16 d'abril de 2014, Blank va anunciar que la MLS havia concedit una franquícia d'expansió al seu grup per començar a jugar la temporada 2017.

### Temporada inaugural

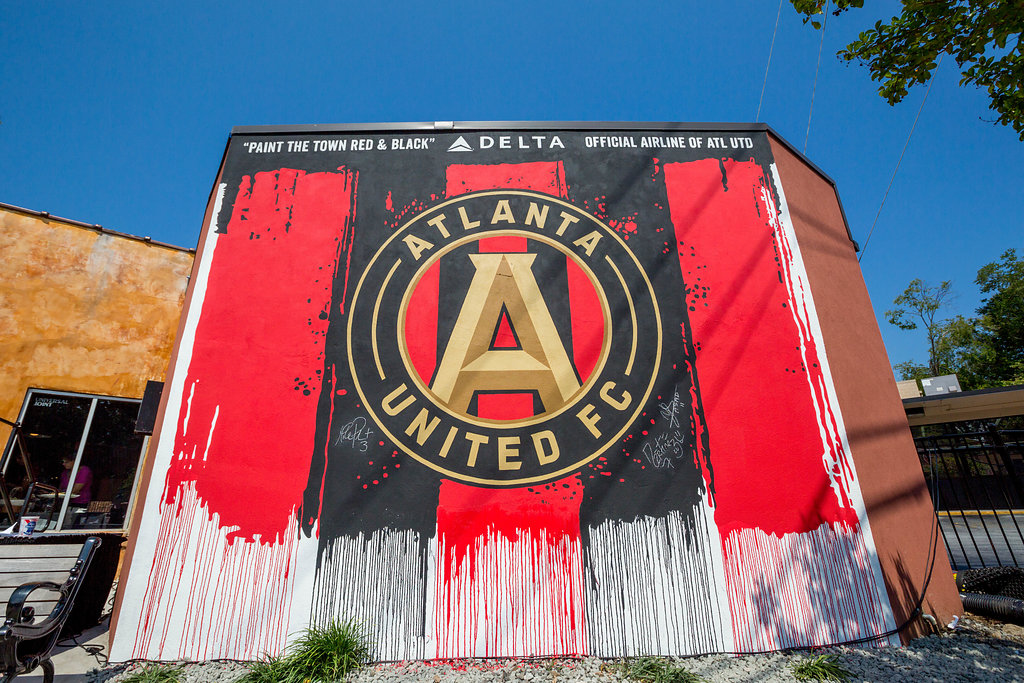
Mural amb l'escut i els colors del club.

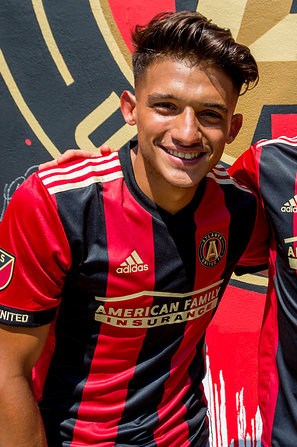
Yamil Asad va marcar el primer gol oficial del club d'Atlanta.

La temporada 2017 va estar marcada com la temporada inaugural de l'Atlanta United. El primer partit de la temporada regular de l'Atlanta a la MLS es va disputar el 5 de març de 2017 a l'estadi Bobby Dodd d'Atlanta amb 55.297 assistents. Yamil Asad va marcar el primer gol de la història de l'equip en una derrota de 1-2 contra els New York Red Bulls.

### Campions (2018)
El 2018, després d'una temporada espectacular amb Tata Martino d'entrenador, l'Atlanta United va alçar la Copa MLS guanyant al Portland Timbers per 2 a 0 davant de 73.019 espectadors.

## Uniforme
Els colors usats per l'Atlanta United són el vermell i el negre, amb detalls de color or (colors usats pels Falcons quan es va fundar el 1966). El negre és un símbol de força i poder, el vermell representa l'orgull i la passió, i l'or demana un compromís amb l'excel·lència.
- Uniforme titular: Samarreta amb franges vermelles i negres amb lletres en daurat, pantalons i mitges negres.
- Uniforme alternatiu: Samarreta blanca amb ratlles horitzontals taronges molt fines, pantalons i mitges taronges o blanques.

## Palmarès
- Copa MLS (1): 2018.